# Абдуллах ибн Салам
Абдулла́х ибн Сала́м ибн аль-Ха́рис (араб. عبد الله بن سلام بن الحارث‎), прозвище Абу Ю́суф аль-Исраи́ли (араб. أبو يوسف الإسرائيلي‎; ум. 643, Медина, Праведный халифат) — сподвижник пророка Мухаммеда, бывший иудейский священнослужитель в Ясрибе (Медине). До принятия ислама носил имя «Хусейн ибн Салам». Является одним из потомков пророка Юсуфа ибн Исраила (Якуб).

## Биография
Родился в Медине. Происходил из племени Бану Кайнука.
После переселения пророка Мухаммеда в Медину узнал в нём того самого пророка, о пришествии которого знал из древних иудейских источников и которого ожидал. Анас ибн Малик так описывал принятие им ислама: «Узнав о приезде в Медину Мухаммеда, Абдуллах ибн Салам пришёл к нему и сказал: „Я [хочу] спросить тебя о трёх вещах, которые может знать только пророк: скажи мне, что станет первым предзнаменованием Часа, чего в первую очередь отведают оказавшиеся в раю и почему ребёнок иногда похож на своего отца, а иногда на свою мать?“.
На это пророк Мухаммед ответил: „Обо всём этом мне только что сообщил Джибриль“, Абдуллах воскликнул: „Ведь он является врагом иудеев из числа ангелов!“ После этого Мухаммед сказал: „Что касается первого предзнаменования этого Часа, то [им станет] огонь, который погонит людей [к месту сбора] с востока на запад; что касается первой еды, которую отведают обитатели рая, то ею станет доля печени кита; что же касается сходства ребёнка, [то здесь дело обстоит так]: если во время полового сношения вода мужчины опережает воду женщины, то [ребёнок получается] похожим на него, если же вода женщины опережает его воду, то [ребёнок становится] похожим на неё“, и Абдуллах воскликнул: „Свидетельствую, что ты − посланник Аллаха!“ − после чего сказал: „О, посланник Аллаха, поистине, иудеи лживы, и если они узнают о том, что я принял ислам до того, как ты спросишь их обо мне, они станут возводить на меня ложь“.
Затем к Мухаммеду пришли иудеи, а Абдуллах вошёл в дом. Мухаммед спросил их: „Какое место занимает среди вас Абдуллах ибн Салам?“ Они ответили: „Он − самый знающий из нас и сын самого знающего из нас, и он − лучший из нас и сын лучшего из нас!“ Тогда он спросил: „А что бы вы сказали, если бы Абдуллах принял ислам?“ [В ответ на это] они воскликнули: „Да упасёт его от этого Аллах!“ Тогда Абдуллах вышел к ним и сказал: „Свидетельствую, что нет божества достойного поклонения, кроме Аллаха, и свидетельствую, что Мухаммад − посланник Аллаха!“ − после чего они стали говорить: „Он − худший из нас и сын худшего из нас!“ − и [продолжали] злословить о нём [и впредь]».
После принятия ислама был неразлучен с пророком, после чего он дал ему имя «Абдуллах».
Абдуллах ибн Салам был грамотным человеком. На протяжении всей жизни занимался религиозными науками. Был передатчиком хадисов. Во времена правления Праведного халифа Абу Бакра участвовал в войнах против вероотступников.